# 吉祥寺町
吉祥寺町（きっしょうじまち）は福岡県北九州市八幡西区の町。住居表示実施済み。郵便番号は807-1114。

## 地理
八幡西区の南部西側に位置し、北に椋枝、北東に千代、東に白岩町、南に香月中央、西に香月西と接する。

## 地域の特徴
町域の西縁に沿って県道280号植木上上津役線が北上し、町域内に進入した後、ふたたび北縁に沿って東進する。吉祥寺公園のある丘を除いて、比較的平坦な住宅地。町域の中央西寄りに浄土宗吉祥寺（きちじょうじ）がある。

## 歴史
南部の住宅地は1977年（昭和52年）に始まった組合施行による土地区画整理事業で、吉祥寺門前の水田を埋め立てて造成された。

### 町名の由来
吉祥寺に由来する。

### 沿革
- 1981年（昭和56年）2月2日 - 吉祥寺町新設[5][注 1]。
- 1987年（昭和62年）6月1日 - 住居表示実施[6][7]。

### 町名の変遷
| 実施内容 | 実施年月日               | 実施後   | 実施前                         |
| -------- | ------------------------ | -------- | ------------------------------ |
| 町名新設 | 1981年（昭和56年）2月2日 | 吉祥寺町 | 大字香月の一部                 |
| 住居表示 | 1987年（昭和62年）6月1日 | 吉祥寺町 | 吉祥寺町の全部、大字香月の一部 |

## 世帯数と人口
2025年（令和7年）3月31日現在（北九州市発表）の世帯数と人口は以下の通りである。
| 町       | 世帯数  | 人口    |
| -------- | ------- | ------- |
| 吉祥寺町 | 427世帯 | 1,082人 |

### 人口の変遷
国勢調査による人口の推移。
| 1995年（平成7年）  | 521人   | [ 8 ]  |  |
| 2000年（平成12年） | 695人   | [ 9 ]  |  |
| 2005年（平成17年） | 967人   | [ 10 ] |  |
| 2010年（平成22年） | 1,125人 | [ 11 ] |  |
| 2015年（平成27年） | 1,134人 | [ 12 ] |  |
| 2020年（令和2年）  | 1,124人 | [ 13 ] |  |

### 世帯数の変遷
国勢調査による世帯数の推移。
| 1995年（平成7年）  | 164世帯 | [ 8 ]  |  |
| 2000年（平成12年） | 229世帯 | [ 9 ]  |  |
| 2005年（平成17年） | 297世帯 | [ 10 ] |  |
| 2010年（平成22年） | 343世帯 | [ 11 ] |  |
| 2015年（平成27年） | 359世帯 | [ 12 ] |  |
| 2020年（令和2年）  | 371世帯 | [ 13 ] |  |

## 学区
市立小・中学校に通う場合、学区は以下の通りとなる。
| 町       | 街区・戸番 | 小学校               | 中学校               |
| -------- | ---------- | -------------------- | -------------------- |
| 吉祥寺町 | 全域       | 北九州市立千代小学校 | 北九州市立千代中学校 |

## 交通

### バス
域内のバス停と系統は以下の通りである。
| 運行事業者 | 運行事業者   | 西鉄バス北九州 | 西鉄バス北九州 | 西鉄バス北九州 | 西鉄バス北九州 | 西鉄バス北九州 | 西鉄バス北九州 |
| 系統       | 系統         | 40             | 57             | 75             | 77             | 143            | 150            |
| 停留所     | 中間高校南口 | ○              | ○              | ○              | ○              | ○              | ○              |
| 停留所     | 浦田団地     | ○              | ○              | ○              | ○              | ○              | ○              |

### 道路
- 県道280号植木上上津役線

## 施設

### 医療施設
- 佐々木病院

### 寺社
- 浄土宗吉祥寺

### 公園
- 吉祥寺公園
- 吉祥寺2号公園